# Église Saint-Pierre de Pozzomaggiore
 (janvier 2024).
Pour les articles homonymes, voir Église Saint-Pierre.
L'église Saint-Pierre est un édifice religieux catholique situé à Pozzomaggiore (Sardaigne), en Italie,.